# Мохенджо-Даро
Мохе́нджо-Да́ро (Мохенджоде́ро, Мохенджода́ро; урду موہن جو دڑو‎, синдхи موئنجو دڙو; буквально «холм мертвецов») — город цивилизации долины Инда, возникший около 2600 года до н. э. Расположен в Пакистане, в провинции Синд, в 28 км южнее современного города Ларкана (в древности располагался между рекой Инд на западе и сухим руслом Гхаггар-Акра на востоке). Является крупнейшим древним городом долины Инда и одним из первых городов в истории Южной Азии, современником древнейших цивилизаций — Древнего Египта и Древней Месопотамии, минойцев на Крите и культуры Норте-Чико в Перу. 
Сохранившаяся площадь города — более 250 га, мощность культурных слоёв превышает 20 м (ранние находятся ниже уровня подпочвенных вод и не исследованы), возможная численность проживавшего там населения оценивается в порядка 35 тысяч человек. Судя по находкам, Мохенджо-Даро являлся важным центром сельскохозяйственной округи, средоточием ремесла (обработка металла и камня, гончарное дело, производство украшений и предметов престижа) и торговли.

## История
Мохенджо-Даро возник около 2600 года до н. э. и был покинут приблизительно 900 лет спустя. Предполагается, что во времена расцвета город являлся административным центром цивилизации долины Инда (известна также как Хараппская цивилизация) и одним из наиболее развитых городов Южной Азии. С внезапным упадком Индской цивилизации с XX века до н. э. к XVIII веку до н. э. был оставлен и Мохенджо-Даро. Всего в истории города выделено 7 периодов, причём исследованные постройки в основном датируются позднехараппским периодом (ок. 2200—1900 до н. э.).
В более ранних исследованиях «холм мертвецов» описывался как пограничная крепость месопотамской цивилизации, однако попытки идентифицировать Мохенджо-Даро и другие центры Хараппской цивилизации с восточными городами-государствами, упоминаемыми в шумерских текстах, пока что не увенчались успехом; распространён взгляд, что в шумерских текстах Хараппская цивилизация предположительно носила название «Мелухха».

## Археология

### История раскопок и охраны объекта

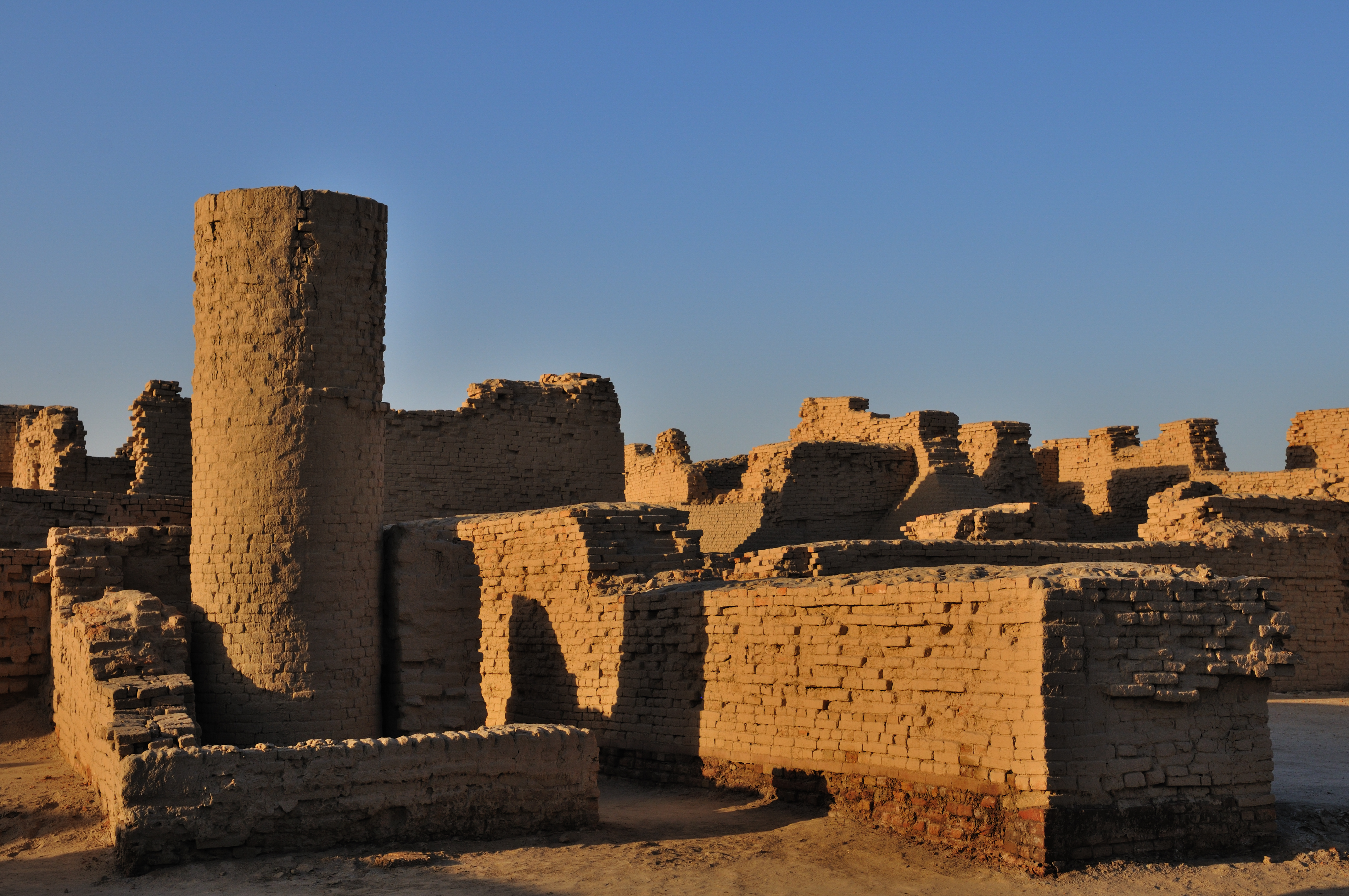
Раскопки Мохенджо-Даро выявили большое количество колодцев (слева)

Археологи впервые посетили Мохенджо-Даро в 1911 году. Первооткрывателем выступил индийский археолог, чиновник Археологической службы Индии Ракхал Дас Банерджи, первоначально в 1919—1920 годах обнаруживший там объект и идентифицировавший его как буддийскую ступу. Регулярные раскопки велись с 1922 по 1931 год. Полномасштабные раскопки до 1925 года вёл Кашинат Нарайян Дикшит. Руководивший затем британской экспедицией археолог Джон Маршалл отметил «идентичность» находок в Мохенджо-Даро с теми, что были обнаружены в Хараппе, в 400 км выше по течению Инда.
В 1945—1951 годах за раскопки взялись Мортимер Уилер и Ахмад Хасан Дани (с 1947 года под эгидой Отдела археологии и музеев правительства Пакистана). В дальнейшем крупные экспедиции побывали здесь в 1950 и 1964 годах, но работа американской экспедиции во главе с Дж. Ф. Дейлсом в сезоне 1964/1965 года была свёрнута из-за эрозионных повреждений раскопанных строений. С этого момента проводились только охранные раскопки при реставрации.
В 1980 году Мохенджо-Даро был присвоен статус объекта Всемирного наследия ЮНЕСКО. На исполнение соглашения ЮНЕСКО о сохранении и реставрации Мохенджо-Даро от 27 мая 1980 года своё финансирование внесли Германия, Япония, Египет, Австралия, Саудовская Аравия, Индия, Ирак, Нигерия, Бахрейн, Кувейт, Маврикий, Шри-Ланка, Камерун, Танзания, Мальта.
В 1980-х годах группы немецких и итальянских исследователей под руководством Михаэля Янсена и Маурицио Тоси изучали Мохенджо-Даро с применением менее инвазивных технологий (разбор архитектурных остатков, сбор материалов, картографирование поверхности). В 2015 году колонковое бурение, проведённое пакистанским Национальным фондом Мохенджо-Даро, определило, что площадь поселения была больше, чем раскопано на сегодня.
Мохенджо-Даро подвергается опасности из-за глобальных изменений климата и вызванных ими стихийных бедствий. Угрозу представляют дожди и наводнения. В 2012 году пакистанские археологи предупреждали, что с существующими темпами эрозии без надлежащих методов сохранения остатки Мохенджо-Даро могут разрушиться до 2030 года. Дополнительные опасения принесло празднование Фестиваля Синда в 2014 году, местом проведения которого председатель Пакистанской народной партии Билавал Зардари, вопреки протестам, избрал Мохенджо-Даро.

### Археологические находки
Мохенджо-Даро выделяется среди других центров Хараппской цивилизации почти идеальной планировкой, использованием в качестве основного строительного материала обожжённого кирпича (в меньшей степени кирпича-сырца и дерева), а также наличием сложных ирригационных и культовых сооружений. Среди прочих построек обращают на себя внимание возвышенная и прямоугольная в основе «Цитадель» (по всей видимости, предназначавшаяся для защиты от наводнений), а также расположенные в ней обширное зернохранилище с массивными основаниями для деревянных колонн и «большой бассейн» для ритуальных омовений площадью 83 м². Площадь Мохенджо-Даро составляла 300 га, что на 50 га меньше, чем Ракхигархи. В период расцвета население составляло от 30 000 до 40 000 человек.

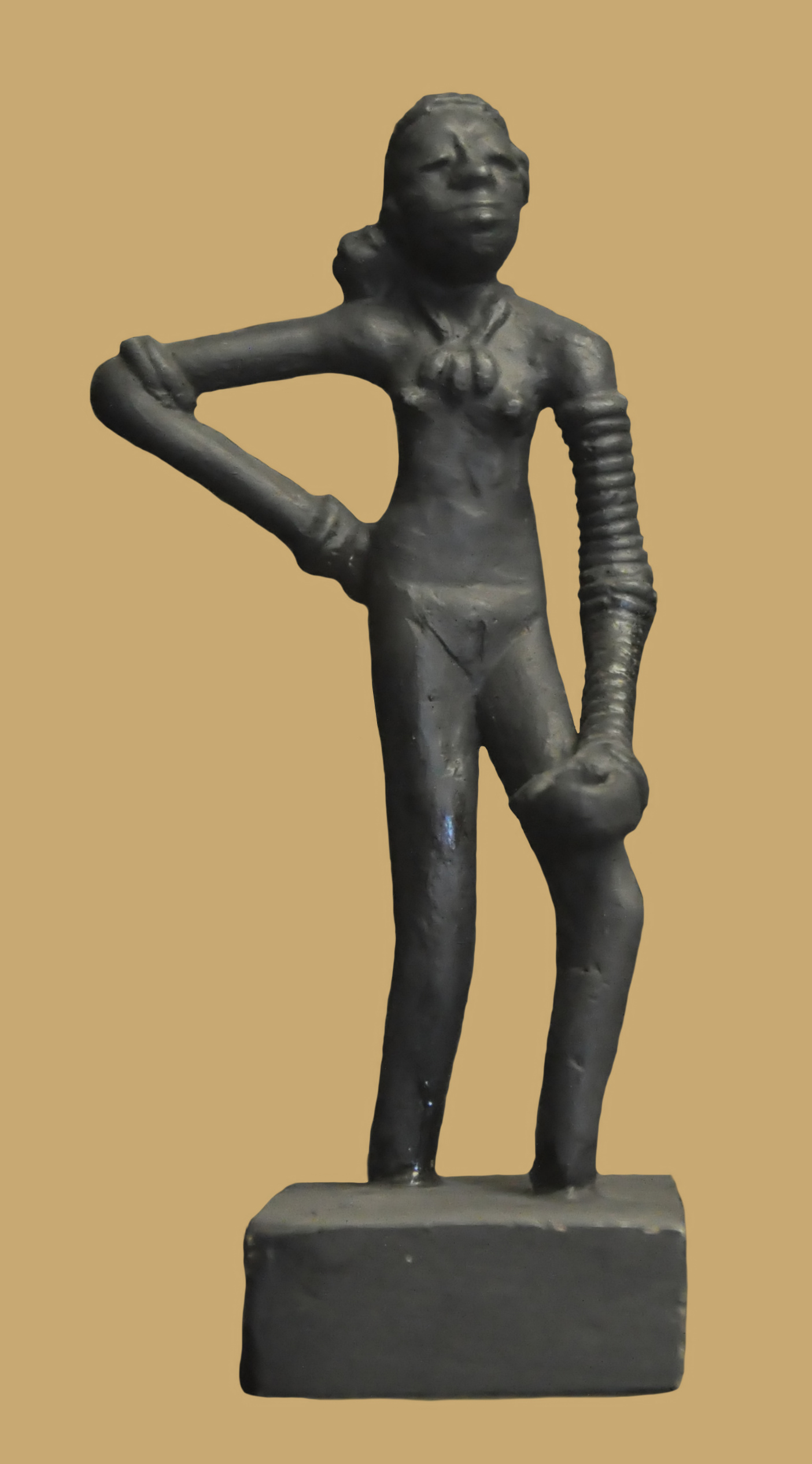
«Танцующая девочка» — бронзовая статуэтка, Национальный музей Индии

Периметр Мохенджо-Даро достигает пяти километров. 
Территория города разделена на кварталы («острова») одинакового размера (384 метра с севера на юг и 228 метров с запада на восток). Каждый квартал в свою очередь разделяют прямые или искривлённые улицы; ширина главной улицы достигает 10 м. 
Цитадель занимает центральный квартал в западной части города, где уровень почвы поднят искусственной насыпью из глины и кирпича-сырца на высоту от 6 до 12 м. И цитадель, и нижний город были окружены мощными стенами. Цитадель в своё время была укреплена квадратными башнями из обожжённого кирпича. 
Помимо зернохранилища и бассейна, на территории цитадели располагаются как минимум два зала собраний с рядами сидений, разделёнными проходами, но в городе не найдено явно выраженных дворцов или храмов; этот факт послужил основанием для теории, согласно которой Мохенджо-Даро был городом-государством, управлявшимся не монархом или жрецами, а выборной или клановой олигархической верхушкой и исповедовавшим культ телесной чистоты.

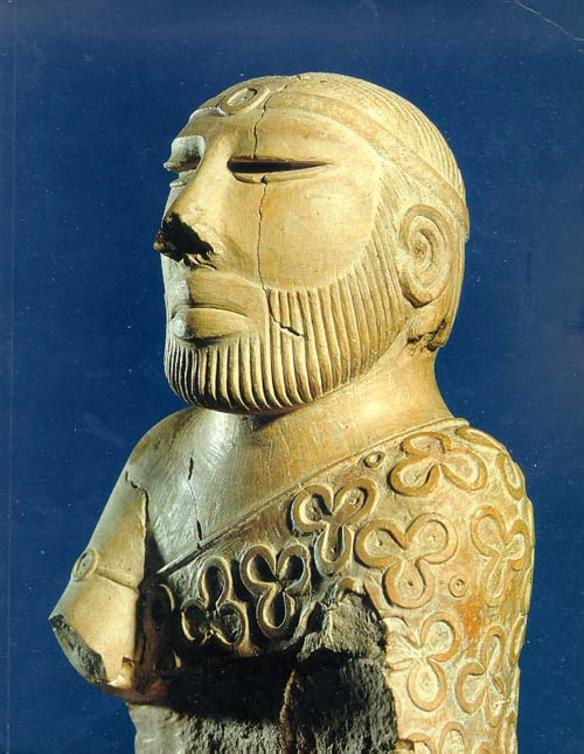
Статуэтка жреца из Мохенджо-Даро

В Мохенджо-Даро действовала развитая система городской канализации,  в том числе дождевой, аналогов которой, по оценкам отдельных специалистов, человечество впоследствии не знало до XIX века. Во многих домах были частные туалеты, соединённые с общей крытой дренажной системой, археологи также нашли свидетельства существования общественных туалетов, пристраивавшихся к внешним стенам зданий. Посуда и домашняя утварь носят следы стандартизации, кроме того, обнаружены многочисленные гири для весов и тиснёные печати, указывающие на стандартизацию и централизованный контроль в торговой сфере. У многих зданий нижнего города, где, по-видимому, обитали зажиточные граждане, просторные внутренние дворы, а кирпичные лестницы, предположительно, вели либо на второй этаж дома, либо на плоскую крышу, приспособленную для жилья. Стены были покрыты примитивной штукатуркой, чтобы предотвратить воздействие влажного воздуха или температурных перепадов на кирпич. В городе не обнаружено никаких архитектурных украшений, хотя возможно, что они были деревянными и не выдержали испытания временем.
Каменные скульптурные изображения относительно немногочисленны, но среди них отличающаяся тонкой резной работой погрудная фигура, известная как «Король-жрец». Археологами были также найдены как бронзовые статуэтки (в том числе самая знаменитая скульптура Мохенджо-Даро — «Танцующая девушка»), так и многочисленные терракотовые поделки, многие из которых изображают быков и буйволов. Встречаются также гротескные статуэтки, изображающие мужчин и женщин в смешном виде.
Часть территории нижнего города, где селились простолюдины, была со временем затоплена Индом и потому остаётся неисследованной. За 4500 лет уровень воды поднялся на 7 метров.

## Версии гибели

### Гипотеза нашествия
Мохенджо-Даро, по-видимому, не угасал как культурный центр постепенно, его конец наступил по историческим меркам почти мгновенно. Существуют различные теории относительно причин, по которым это произошло. По версии ряда исследователей, самым известным из которых был английский археолог Мортимер Уилер, обитатели Мохенджо-Даро подверглись истреблению во время нашествия ариев. Эти версии связываются с отрывками из «Ригведы», где фигурирует разрушение Индрой и его божественным огнём крепостей противников ариев.
Однако с гипотезой гибели хараппских городов от нашествия индоевропейцев плохо согласуется тот факт, что почти за десятилетие раскопок на обширной территории Мохенджо-Даро было найдено менее сорока скелетов, причём часть из них, по-видимому, относятся к эпохам, когда великий город был уже заброшен. Если захватчики-арии брали его с боем, останков погибших должно было быть намного больше. К тому же, дальнейшие исследования скелетов, проведённые Кеннетом Кеннеди в 1994 году, показали что «травмы» на черепах, это не травмы, а следы от эрозии.

### Естественные причины
Поскольку в городе есть район, где кирпичи оплавлены, указывая на воздействие высоких температур, появился ряд фантастических гипотез гибели Мохенджо-Даро, связанных с использованием современных или будущих технологий — от ядерной бомбардировки до старта или посадки инопланетного космического корабля. Альтернативная катастрофическая теория рассматривает как причину уничтожения города некое природное явление, связанное с высокой естественной концентрацией плазмы, подобной шаровым молниям. Эта гипотеза, изложенная в конце 1980-х годов в журнале «Вокруг света» учёным-химиком М. Т. Дмитриевым, предполагает единовременное образование в атмосфере над городом тысяч «холодных» и активных шаровых молний.
Также природными причинами объясняет упадок Мохенджо-Даро теория, впервые выдвинутая участником раскопок 1926—1931 годов Эрнестом Маккеем. Согласно этой теории, гибель города стала результатом наводнений. Эту теорию развивает руководитель последней крупной экспедиции в Мохенджо-Даро Джордж Ф. Дейлс. Согласно теории Дейлса, регион Мохенджо-Даро, изначально подверженный наводнениям из-за близости реки Инд, стал непригоден для обитания после поднятия уровня Аравийского моря в середине второго тысячелетия до н. э. Сельское хозяйство в русле Инда, ресурсы которого были уже подточены излишне активным выпасом скота и обезлесением, было уничтожено почти мгновенно, и народы Индской цивилизации были вынуждены массово мигрировать в более плодородные районы на юго-востоке, в окрестностях современного Бомбея, где оказали влияние на развитие специфической энеолитической цивилизации Центральной Индии.
Учитывая исследования палеоклиматологов, современная модификация этой гипотезы об экологических причинах коллапса Мохенджо-Даро указывает, что наряду с Индской цивилизацией в этот же период произошёл резкий упадок Древнего царства Египта (Первый переходный период) и шумеро-аккадской цивилизации. В итоге произошло обмеление рек, климат подвергся аридизации — засушливости — по всему Ближнему Востоку. Многие учёные XXI века считают, что именно засуха и последовавший спад в торговле с Древним Египтом и Месопотамией привели к краху Мохенджо-Даро и других городов долины Инда.

## В современной культуре
В 2016 году индийский режиссёр Ашутош Говарикер снял фильм «Мохенджо Даро», главные роли в котором исполнили Ритик Рошан и Пуджа Хегде.